# Antoni Michalek
Antoni Stefan Michalek (ur. 23 września 1901 Krakowie, zm. 1991) – polski historyk, badacz dziejów nowożytnych, sportowiec. 

## Życiorys
Urodził się 23 września 1901 w Krakowie, w rodzinie Antoniego i Anny z Reczków. W latach 1918–1922 ochotniczo służył w Wojsku Polskim. Brał udział w powstaniu śląskim. Porucznik rezerwy. Ukończył krakowskie Gimnazjum św. Anny, a następnie studiował historię na Uniwersytecie Jagiellońskim, był uczniem Władysława Konopczyńskiego. W 1931 uzyskał dyplom magistra filozofii. Studiował także wychowanie fizyczne na UJ. Członek-założyciel sekcji pływackiej K.S. Cracovia. Prezes Okręgowego Związku Pływackiego w Krakowie. Członek komitetu sportowego Polskiego Związku Pływackiego. Przewodniczący koła krakowskiego Związku Wychowawców Fizycznych. Od 1923 działacz, następnie przewodniczący komitetu wychowawców fizycznych Oddziału Krakowskiego Y.M.C.A.
Od 1939 roku przebywał na emigracji w Wielkiej Brytanii. Był sekretarzem redakcji pisma „Teki Historyczne”. Doktoryzował się (Zejście polskiej załogi z Kremla i konfederacja Cieklińskiego 1612–1614, 1966, promotor: Marian Kukiel) i habilitował na Polskim Uniwersytecie Na Obczyźnie (PUNO) w Londynie. Profesor i wykładowca tej uczelni w latach 1975–1991. Autor biogramów w Polskim Słowniku Biograficznym. Zajmował się historią wieku XVII. Współpracownik pisma „Teki Historyczne”, członek Polskiego Towarzystwa Naukowego na Obczyźnie.

## Ordery i odznaczenia
- Srebrny Krzyż Zasługi (17 stycznia 1939)[3]

## Wybrane publikacje
- Pływanie. Podręcznik metodyczny dla nauczycieli wychowania fizycznego oraz instruktorów pływania, Warszawa: Główna Księgarnia Wojskowa 1938.
- Czesi w powstaniu styczniowym, „Teki Historyczne” 12 (1962–1963), s. 117–144.
- Zejście polskiej załogi z Kremla i konfederacja Cieklińskiego, „Teki Historyczne” 15 (1966–1968), s. 113–142.
- Konfederacja wojska stołecznego pod regimentem Imć Cieklińskiego Józefa, „Teki Historyczne” 16 (1969–1971), s. 166–210.